# Slavija (trg)
Slavija (srbsko Трг Славија) je eden največjih trgov v prestolnici Republike Srbije, Beogradu. Trg, ki je do leta 2000 nosil ime srbskega socialista Dimitrija Tucovića, je eno najpomembnejših prometnih križišč v državi, preko katerega potekajo linije avtobusnega in tramvajskega potniškega prometa. Območje trga je upravno razdeljeno med dve sosednji občini beograjskega središča, Vračar in Savski venac.